# David Dussau
David Dussau (ur. 8 lipca 1971 roku w Pau) – francuski kierowca wyścigowy.

## Kariera
Dussau rozpoczął karierę w wyścigach samochodowych w 1992 roku od startów we Francuskiej Formule Renault, gdzie raz stanął na podium. Z dorobkiem 65 punktów uplasował się na piątej pozycji w klasyfikacji generalnej. Rok później w tej samej serii był już mistrzem. W późniejszych latach pojawiał się także w stawce Grand Prix Monako Formuły 3, Francuskiej Formuły 3, Formuły 3000, Renault Spider Europe, International Sports Racing Series, Sports Racing World Cup oraz European Le Mans Series.
W Formule 3000 Francuz wystartował w trzech wyścigach sezonu 1996 z brytyjską ekipą Edenbridge Racing. Jednak w żadnym wyścigu nie dojechał do mety.